# Вулиця Академіка Патона (Мелітополь)
Вулиця Академіка Патона — вулиця в Мелітополі на Юрівці. Починється глухим кутом, перетинає вулицю Декабристів і закінчується перехрестям з вулицею Академіка Корольова. Забудована приватними будинками.

## Назва
Ймовірно, вулиця названа на честь академіка Євгена Оскаровича Патона (1870-1953), вченого у галузі зварювання і мостобудування, автора моста Патона в Києві. Іншим відомим академіком Патоном є Борис Євгенович Патон (1918-2020), син Євгена Оскаровича, Президент НАН України (1962—2020), який, однак, був ще живий на момент найменування вулиці.

## Історія
Рішення про найменування щойно прорізаної вулиці було прийнято 20 грудня 1946 року. Вулиця отримала назву 3-тя Степова. (Зараз Степовою вулицею називається інша вулиця Мелітополя.)
21 жовтня 1965 року була перейменована на вулицю Лазо на честь Сергія Лазо (1894—1920) — радянського військового і державного діяча, який брав активну участь у встановленні радянської влади в Сибіру і на Далекому Сході і за легендою був спалений ворогами в топці паровоза.
В 2016 році в ході декомунізації вулиця була перейменована на вулицю Академіка Патона.